# Конец игры (фильм, 2001)
«Конец игры» (англ. Endgame) — британский художественный фильм режиссёра Гари Уикса. Фильм «Конец игры» является первой полнометражной картиной для Гари Уикса.

## Сюжет
Том, молодой человек с проблемным прошлым, оказывается втянутым в зловещий преступный мир Джонатаном Норрисом. Том пешка в одной из наркотических схваток Норриса с продажным полицейским, Данстоном, Том все глубже втягивается в порочный круг кровавых денег, порока и безжалостного насилия, из которого он не видит выхода.
Когда Норриса убивают в его квартире, Том использует свой шанс сбежать. Перепуганный и весь в крови Норриса, Том спускается к своим новым друзьям — соседям Максу и Никки. Не обращаясь в полицию, Макс и Никки отправляют Тома в их пустынный коттедж в глубинке. Том начинает реализовывать давно забытую мечту; вернуться к счастливым временам. Подавленные эмоции возвращаются, спровоцированные влечением Тома к Никки, красивой женщины, очарованным прошлым Тома. Но это не может долго продолжаться, ведь с Данстон, старается выследить Тома, прежде чем тот разоблачит его грязные дела. Это только вопрос времени, когда «грязное» прошлое снова настигнет Тома, и чем он готов пожертвовать…

## В ролях
- Дэниэл Ньюман — Том
- Кори Джонсон — Макс Бергман
- Тони Бэрри — Никки Бергман
- Марк МакГэнн — Норис
- Джон Бенфилд — Дунстон
- Адам Алфрей — Марк (бармен)
- Даррен Бэнкрофт — Ворс (констебель)
- Перри Блэнкс — Кларк (констебель)
- Ален Бургуэн — Француз
- Джулиус Д’Силва — Анди
- Руссел Флойд — Торговец
- Райчел Изен — Мачеха Тома
- Джерими Легат — Джонатан Норис
- Бен Маклеот — Том (молодой)
- Филип Маникум — Фермер
- Муррай МасАртур -
- Кайт МасКензи — Кайзи Норис
- Джон Петерс — Отчим Тома
- Анди Смарт
- Сэм Смарт — Вилсон (констебель)

## Награды
- Номинация на лучший фильм Cherbourg-Octeville Festival of Irish & British Film 2001
- Номинация на лучший художественный фильм Torino International Gay & Lesbian Film Festival 2002.